# Delod Peken
Delod Peken is een bestuurslaag in het regentschap Tabanan van de provincie Bali, Indonesië. Delod Peken telt 11.577 inwoners (volkstelling 2010).